# Logan Browning
Logan Laurice Browning (Atlanta, 9 giugno 1989) è un'attrice statunitense.
È principalmente nota per il ruolo di Samantha White nella serie televisiva Dear White People.

## Filmografia

### Cinema
- Bratz, regia di Sean McNamara (2007)
- The Perfection, regia di Richard Shepard (2018)

### Televisione
- Summerland - serie TV, 4 episodi (2004-2005)
- Ned - Scuola di sopravvivenza (Ned's Declassified School Survival Guide) - serie TV, 5 episodi (2005-2007)
- Coppia di re (Pair of Kings) - serie TV, 6 episodi (2010-2013)
- The Secret Circle - serie TV, 2 episodi (2011)
- Powers - serie TV, 10 episodi (2015)
- Dear White People - serie TV, 20 episodi (2017-2021)
- America's Next Drag Queen - programma televisivo (2018)

## Doppiatrici italiane
Nelle versioni in italiano dei suoi film, Logan Browning è stata doppiata da:
- Alessia Amendola in Bratz, Powers
- Federica Valenti in Ned - Scuola di sopravvivenza
- Chiara Francese in Dear White People